# Paramali
Paramali (griechisch Παραμάλι; türkisch Paramal oder Çayönü) ist eine Gemeinde im Bezirk Limassol in der Republik Zypern. Bei der Volkszählung im Jahr 2021 hatte sie 230 Einwohner.

## Lage und Umgebung

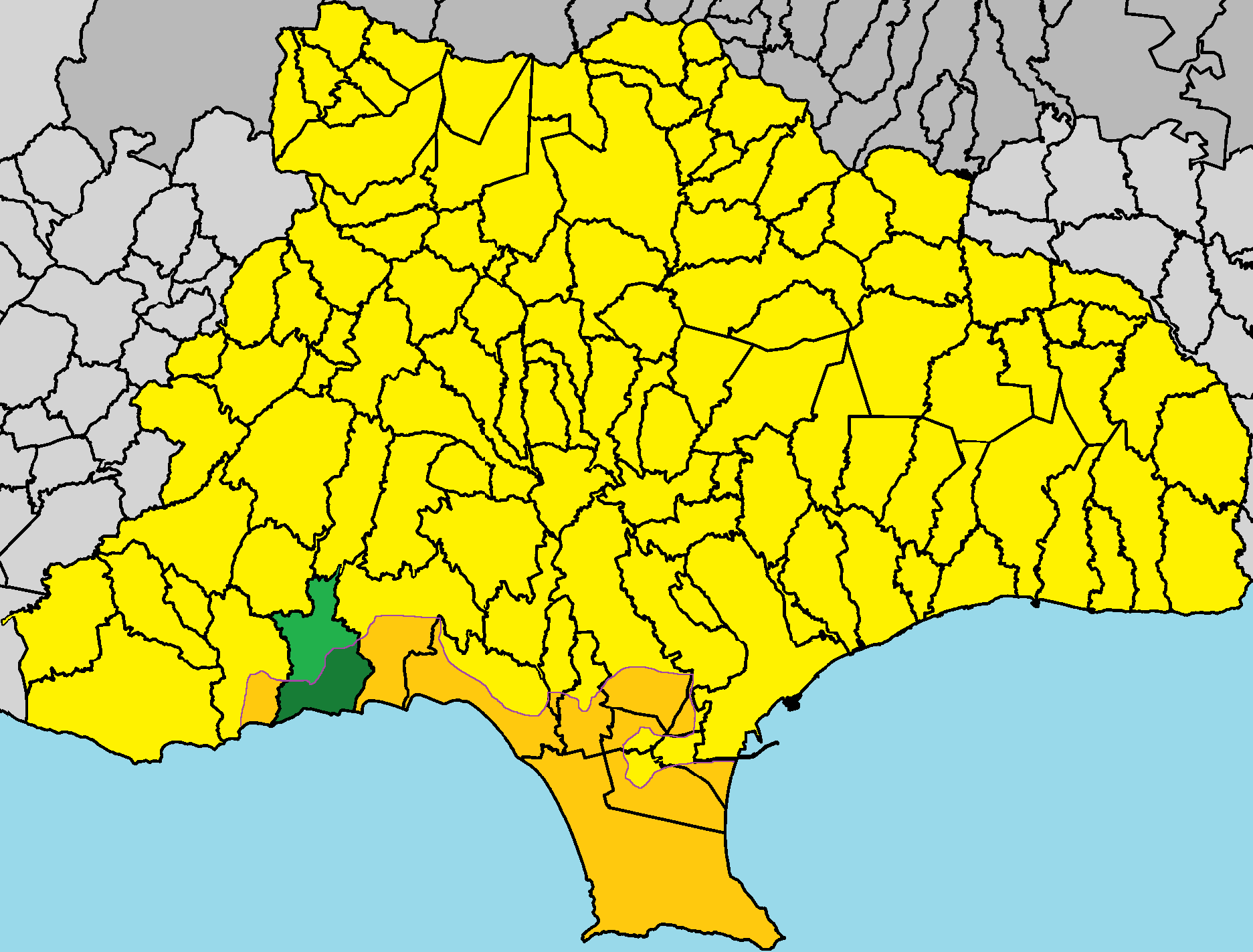
Lage im Bezirk Limassol

Paramali liegt im Süden der Mittelmeerinsel Zypern auf einer Höhe von etwa 90 Metern, etwa 26 Kilometer westlich von Limassol. Der größte Teil des Verwaltungsgebiets des Dorfes gehört zum Gebiet des britischen Stützpunktes Akrotiri. Das 19,7737 Quadratkilometer große Dorf grenzt im Westen an Avdimou, im Nordwesten an Prastio (Avdimou), im Norden an Agios Amvrosios und im Osten an Sotira. Die Südseite des Verwaltungsgebiets ist Küstengebiet. Das Dorf kann über die Straßen A6 und B6 erreicht werden.

## Geschichte
Ursprünglich war Paramali eine christliche Siedlung, deren Fundamente rund um eine der Jungfrau Maria geweihte Kirche gefunden wurden. Louis de Mas Latrie erwähnt, dass Paramali während der venezianischen Herrschaft ein königliches Anwesen war. Gleichzeitig gehörte er der „Großen Kommende“ an, zunächst den Tempelrittern und später, nach deren Auflösung, den Johannitern.

### Bevölkerungsentwicklung
| Jahr      | 1881 | 1891 | 1901 | 1911 | 1921 | 1931 | 1946 | 1960 | 1976 | 1982 | 1992 | 2001 | 2011 | 2021 |
| Einwohner | 107  | 136  | 166  | 160  | 189  | 188  | 154  | 248  | 134  | 149  | 144  | 148  | 220  | 230  |